# Liriomyza bryoniae
Liriomyza bryoniae är en tvåvingeart som först beskrevs av Johann Heinrich Kaltenbach 1858.  Liriomyza bryoniae ingår i släktet Liriomyza och familjen minerarflugor.
Artens utbredningsområde är Tyskland. Arten är reproducerande i Sverige. Inga underarter finns listade i Catalogue of Life.